# Carnaiola
Carnaiola is een plaats (frazione) in de Italiaanse gemeente Fabro.